# Chili op de Olympische Winterspelen 1976
Tijdens de Olympische Winterspelen van 1976, die in Innsbruck (Oostenrijk) werden gehouden, nam Chili voor de zevende keer deel.

## Deelnemers en resultaten

### Alpineskiën
| Olympiër          | Discipline       | Resultaat | Prestatie                        |
| ----------------- | ---------------- | --------- | -------------------------------- |
| Rafael Cañas      | afdaling (m)     | 59e       | 2.00,39 (+14,66)                 |
| Rafael Cañas      | reuzenslalom (m) | dnf-2     | opgave run 2                     |
| Rafael Cañas      | slalom (m)       | dnf-1     | opgave run 1                     |
| Federico García   | reuzenslalom (m) | dnf-2     | opgave run 2                     |
| Federico García   | slalom (m)       | dnf-1     | opgave run 1                     |
| José Luis Koifman | afdaling (m)     | 51e       | 1.56,30 (+10,57)                 |
| José Luis Koifman | reuzenslalom (m) | 43e       | 4.01,35 (+34,38) 1.58,93+2.02,42 |
| José Luis Koifman | slalom (m)       | 33e       | 2.25,97 (+22,68) 1.10,65+1.15,32 |
| Roberto Koifman   | reuzenslalom (m) | 41e       | 3.59,49 (+32,52) 1.58,15+2.01,34 |
| Roberto Koifman   | slalom (m)       | dnf-1     | opgave run 1                     |
| Fernando Reutter  | afdaling (m)     | 61e       | 2.01,19 (+15,46)                 |

Andorra · Argentinië · Australië · België · Bondsrepubliek Duitsland · Bulgarije · Canada · Chili · Duitse Democratische Republiek · Finland · Frankrijk · Griekenland · Groot-Brittannië · Hongarije · IJsland · Iran · Italië · Japan · Joegoslavië · Libanon · Liechtenstein · Nederland · Nieuw-Zeeland · Noorwegen · Oostenrijk · Polen · Roemenië · San Marino · Sovjet-Unie · Spanje · Taiwan · Tsjecho-Slowakije · Turkije · Verenigde Staten · Zuid-Korea · Zweden · Zwitserland